# Gladö kvarn (byggnad)

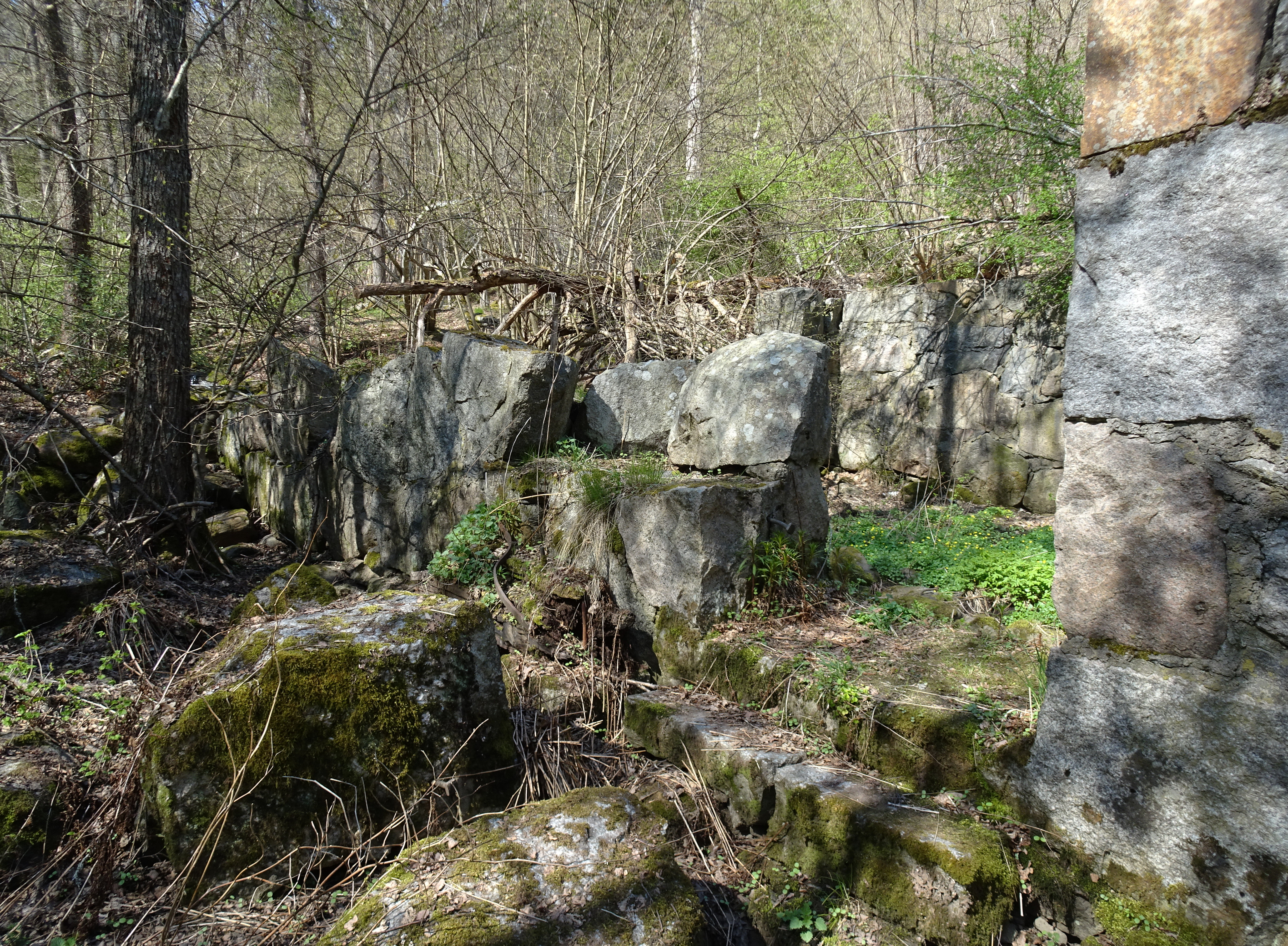
Kvarnruinen i maj 2016.

Gladö kvarn är en före detta vattenkvarn i Huddinge kommun, Stockholms län. Kvarnen vid Kvarnsjön hämtade sin vattenkraft från Kvarnbäcken och gav senare även namn åt tätorten Gladö kvarn. Anläggningen revs på 1940-talet och bara dess fundament återstår idag.

## Historik

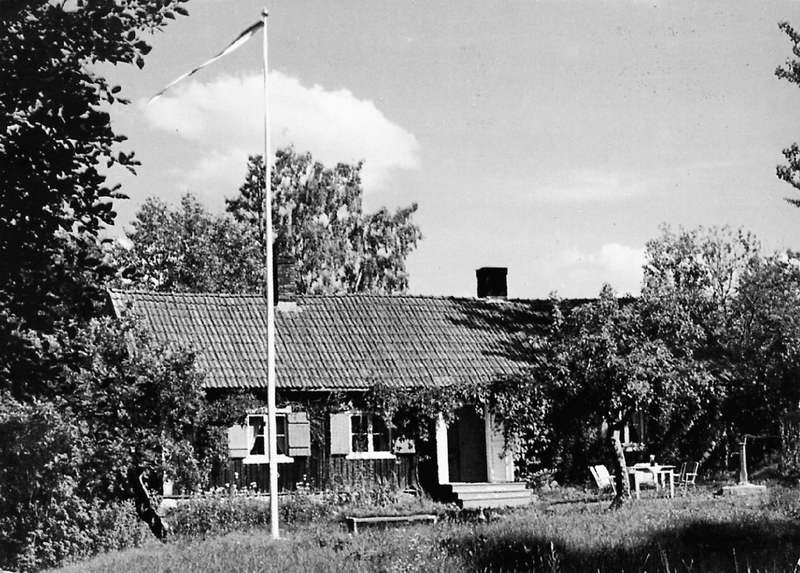
Kvarnstugan på 1960-talet.

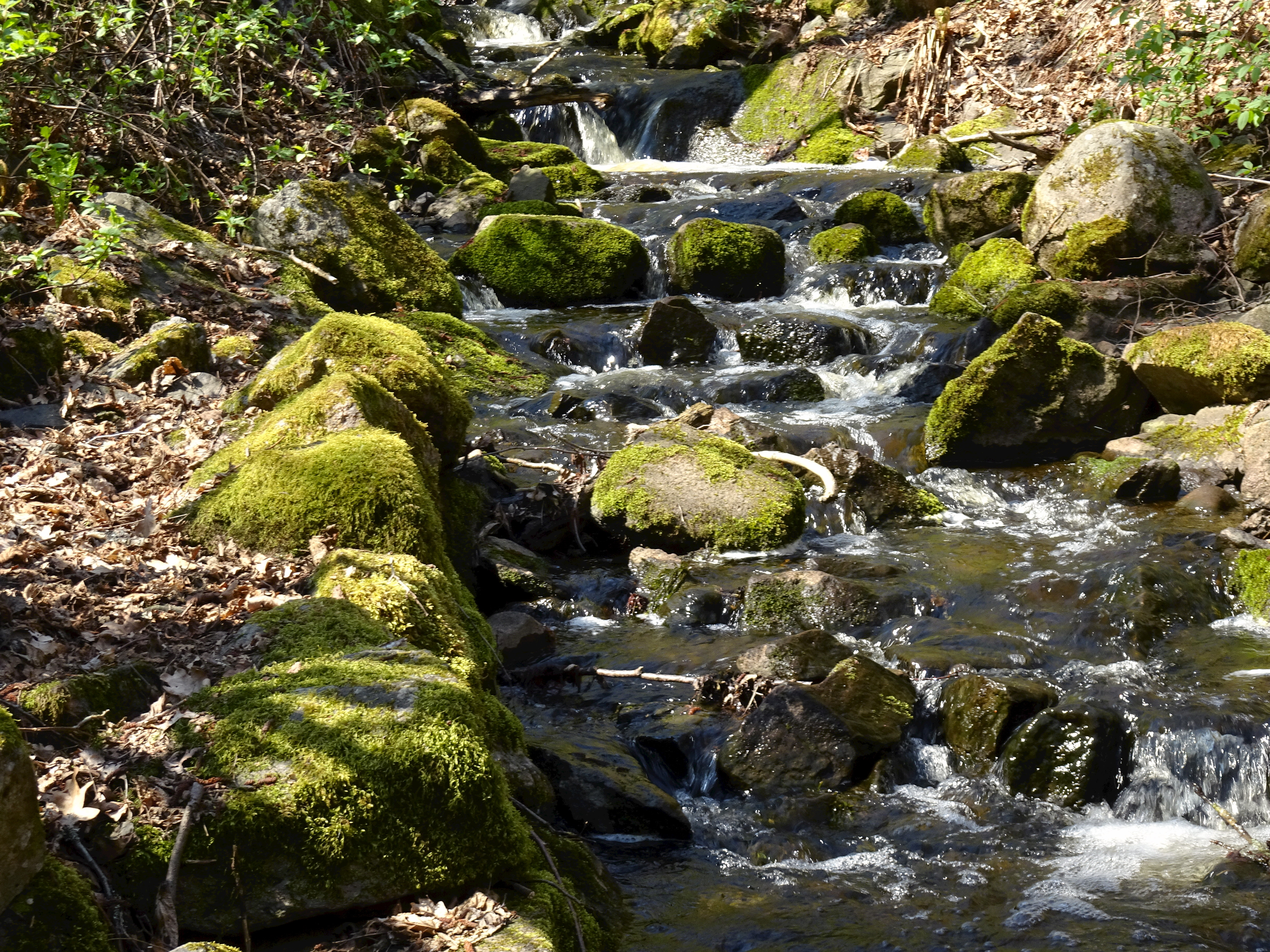
Kvarnbäcken.

En vattenkvarn vid namn Gladö Kvarn är omnämnd redan 1331 i en förteckning över Strängnäs domkyrkas tillgångar. År 1384 omtalas en quærn j gladha fors med thy som ther tilhørir jnnan uddunge sokn. Troligen låg denna medeltida kvarn på ungefär samma ställe som dagens ruin.
På grund av god tillgång av vattenkraft från Kvarnsjön anlades här på 1500-talet en vattendriven såg. Av skriftväxling från Gustav Vasa framgår att han krävde 100 tolfter brädor för then såghqwärn skyldt som ther ligger under gården… Med gården avsågs en Cronones gård, benämpd Gladöö, alltså godset Gladö, som var Huddinge sockens enda frälsegods. 100 tolfter brädor motsvarade 1 200 bräder som kungen skulle erhålla i ett slags arrende för kvarnen. Möjligtvis var anläggningen en kombinerad såg- och mjölkvarn. 
Under 1600-talet övertogs Gladö av nybyggda Sundby gård och kvarnen låg då under Sundby. Kvarnen blev då en så kallad tullkvarn vilket betydde att mjölnarens lön var en del av mälden och av denna fick han skatta en del till kronan. På 1850-talet skrevs mjölnaren på Sundby gård. Då var kvarnen en mjölkvarn för husbehov. Den siste mjölnaren hette Gustaf Adolf Eriksson som tillsammans med hustru Anette Danielsson bodde i mjölnarstugan och drev verksamheten fram till 1919.
Kvarnen revs på 1940-talet, men gråstensgrunden finns fortfarande bevarad. Den mäter 19x11 meter och har en höjd av cirka 2,5 till 4 meter. Bäckfåran är stenskodd och går rakt genom kvarnlämningen. Mjölnarstugan som var en parstuga nyttjades ett tag som föreningslokal tills den brann ner på 1970-talet. Efter den återstår en husgrund och en fallfärdig jordkällare.

## Bilder

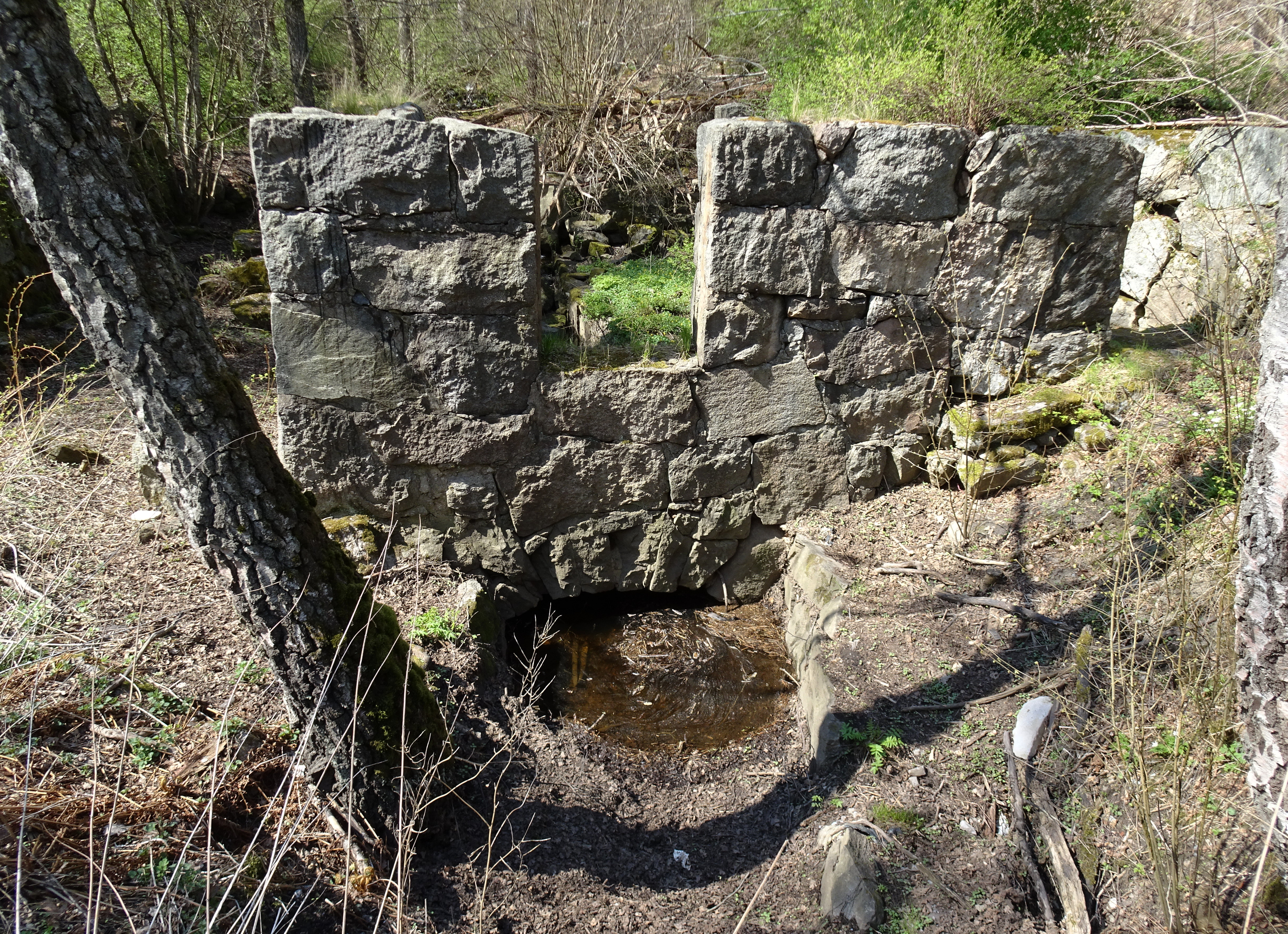
Kvarnruinen
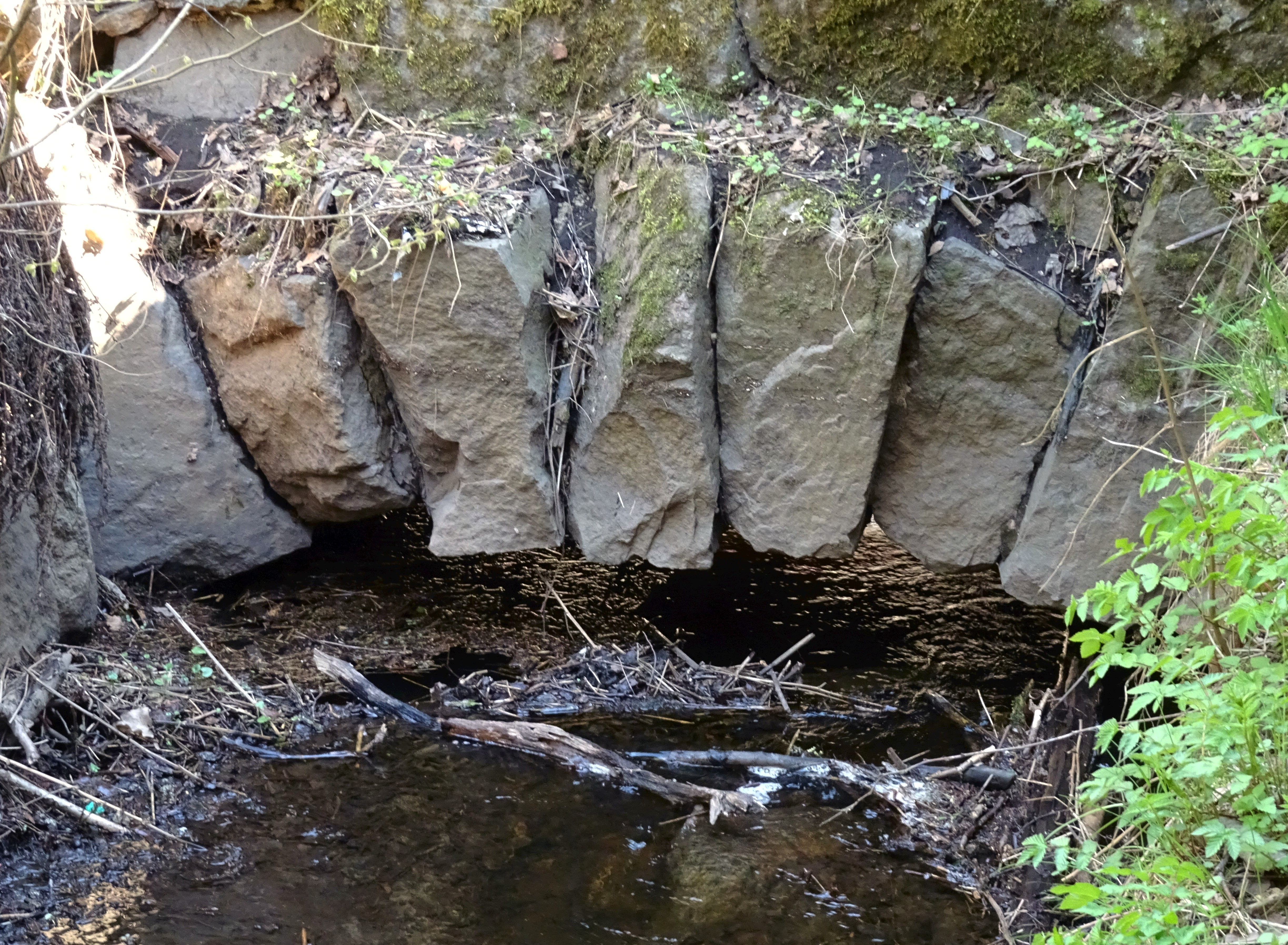
Kvarnruinen
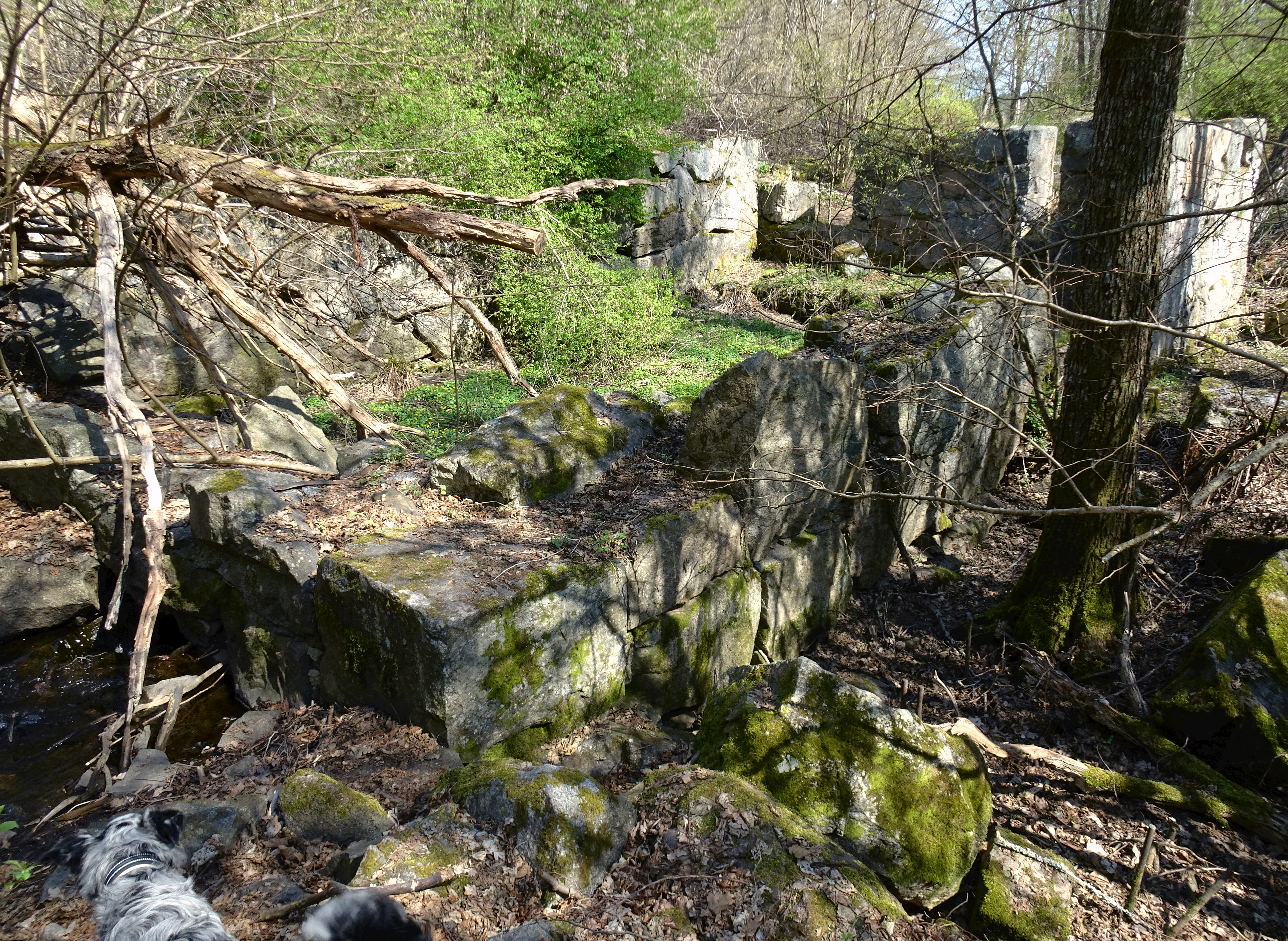
Kvarnruinen
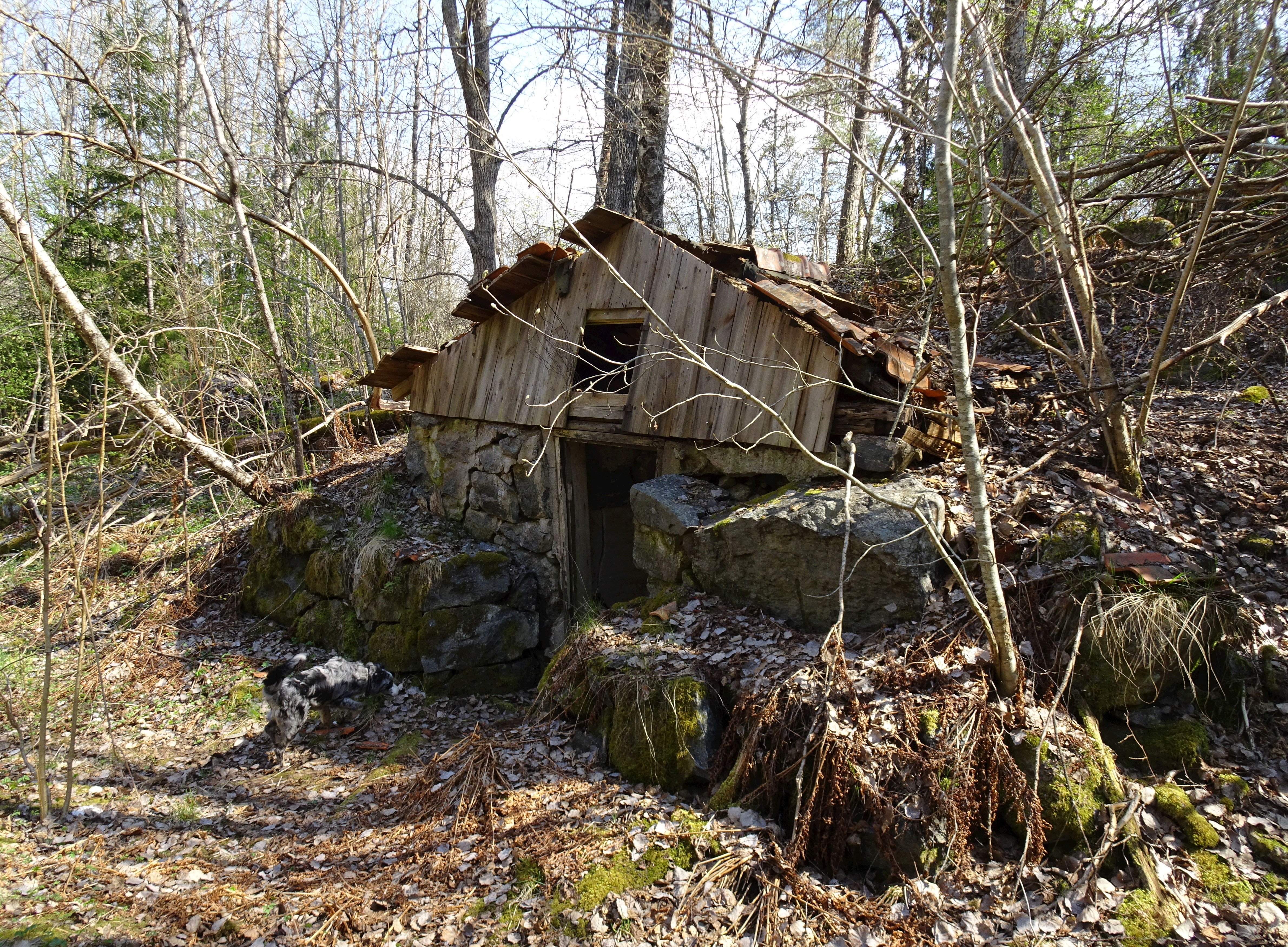
Kvarnstugans jordkällare